# 库莫乡
库莫乡，是中华人民共和国四川省凉山彝族自治州昭觉县曾经下辖的一个乡。2021年1月12日，撤销库莫乡，其所属行政区域为博洛乡的行政区域。

## 行政区划
库莫乡撤销前下辖以下地区：
尔别日打村、瓦渣姑村、瓦苦村、拉惹库莫村、库木瓦哈村和树青村。